# Pëtr Vladimirovič Vil'jams
Pëtr Vladimirovič Vil'jams (in russo Пётр Владимирович Вильямс?) (Mosca, 13 maggio 1902 – Mosca, 1º dicembre 1947) è stato un pittore, grafico, scenografo e artista teatrale russo.
Nel 1944 ebbe il riconoscimento di lavoratore delle arti meritevole della Repubblica Socialista Federativa Sovietica Russa. Gli fu conferito il Premio Stalin di prima classe per tre volte (1943, 1946, 1947).

## Biografia
Pëtr Vladimirovič Vil'jams nacque nella famiglia dello scienziato-tecnologo V. R. Vil'jams (1872-1957), figlio di Robert Williams, ingegnere statunitense dei ponti, che invitato a lavorare in Russia nel 1852 vi rimase per sempre.
Dal 1909, frequentò la scuola-studio di Vasilij Nikitič Meškov. Nel 1918, per un breve periodo, fu studente presso la Facoltà di medicina dell'Università statale di Mosca. Fra il 1919 e il 1924 studiò al Vchutemas con maestri come Vasilij Vasil'evič Kandinskij, Il'ja Ivanovič Maškov, Konstantin Alekseevič Korovin, David Petrovič Šterenberg.
Nel 1922 prese parte alla fondazione del Museo sperimentale di cultura artistica. Nel 1922-1924, fu membro del gruppo dei Concretivisti, che si trovava alle origini dell'OST (1925-1930). Fu professore all'Istituto di arti applicate e decorative di Mosca (1947). Dal 1929 ha lavorato come artista teatrale. Dal 1941, come artista principale del Teatro Bol'šoj ha conferito agli spettacoli una forma di pienezza emotiva e stilistica.
Pëtr Vladimirovič Vil'jams morì il 1º dicembre 1947 e fu sepolto a Mosca nel cimitero Vvedenskoe.

## Opere
Tra i dipinti del maestro ci sono Акробатка ("L'acrobata") (1926), Человек в лодке ("Una persona su una barca") (1927), Автопробег ("Corsa automobilistica") (1930), i ritratti di Vsevolod Ėmil'evič Mejerchol'd (1925), Konstantin Sergeevič Stanislavskij (1933), Grigorij Vasil'evič Aleksandrov (1933), Dmitrij Dmitrievič Šostakovič (1946).

## Galleria d'immagini

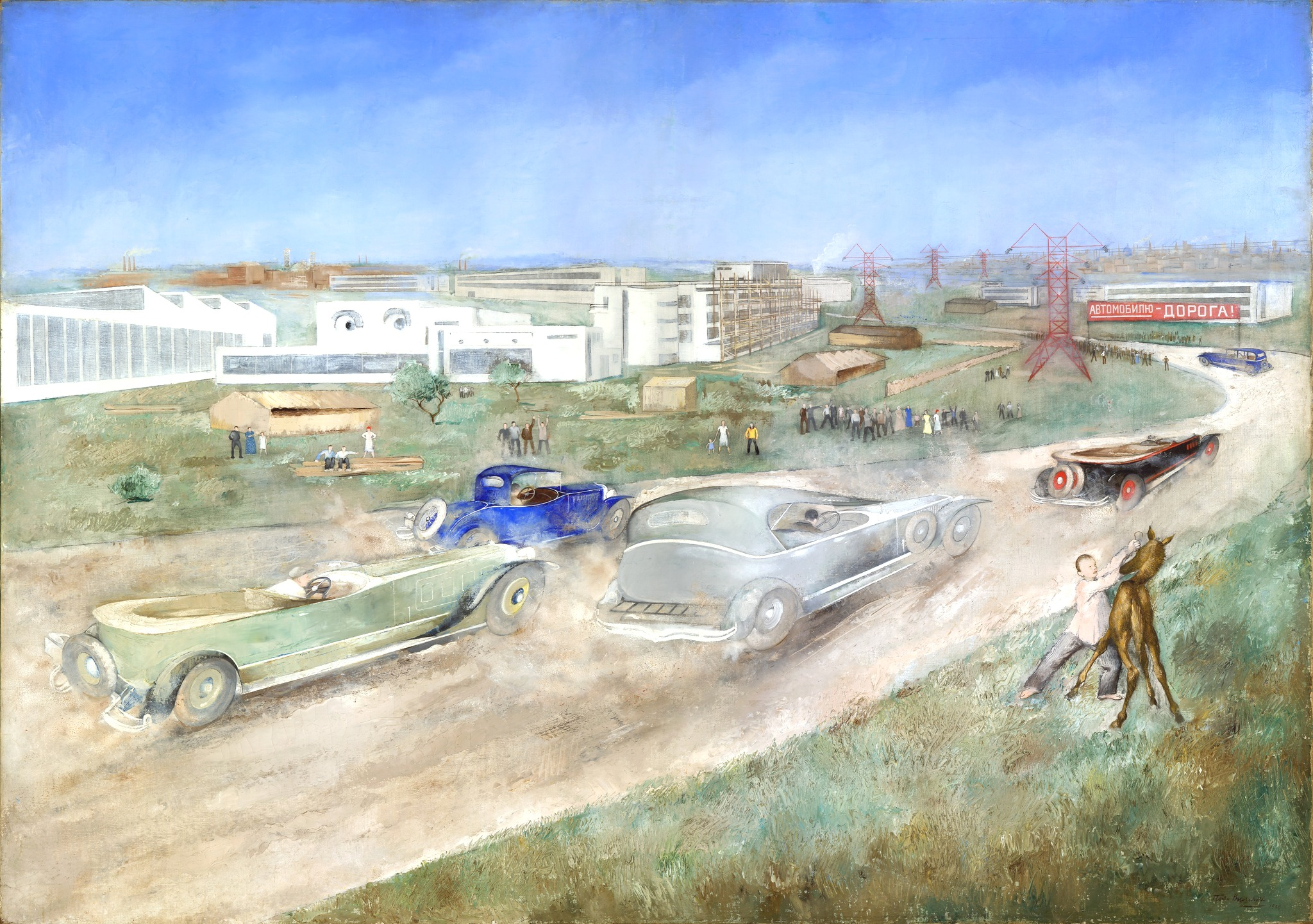
Автопробег, "Corsa automobilistica"
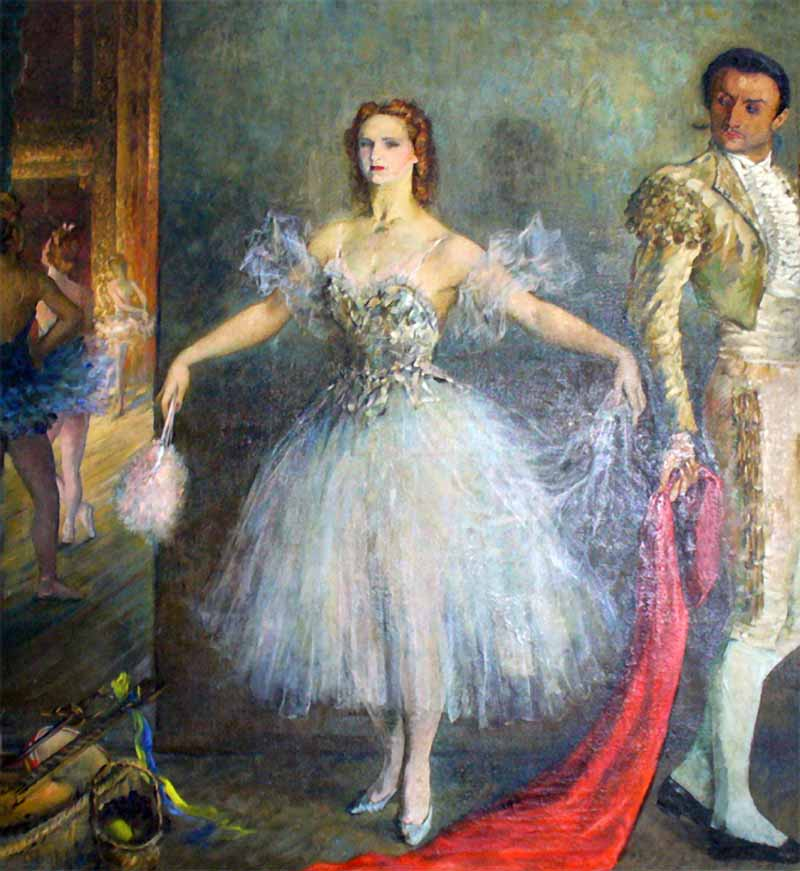
Балерина Семенова, "La ballerina Semenova"
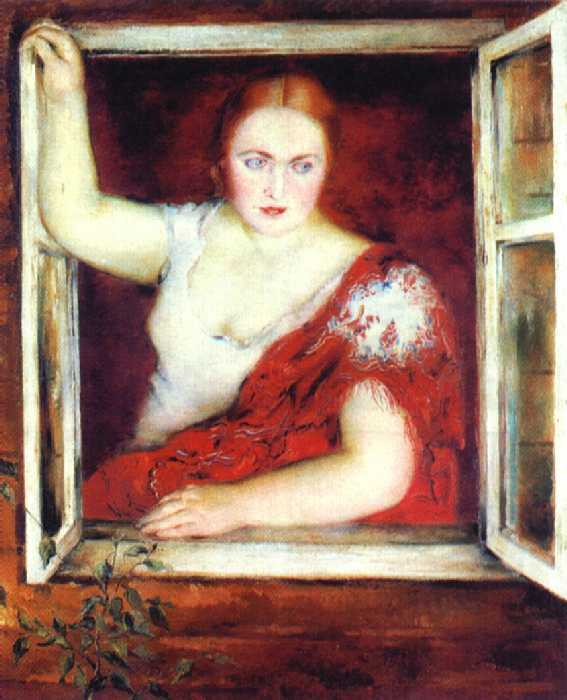
Портрет. У окна, "Ritratto. Alla finestra"
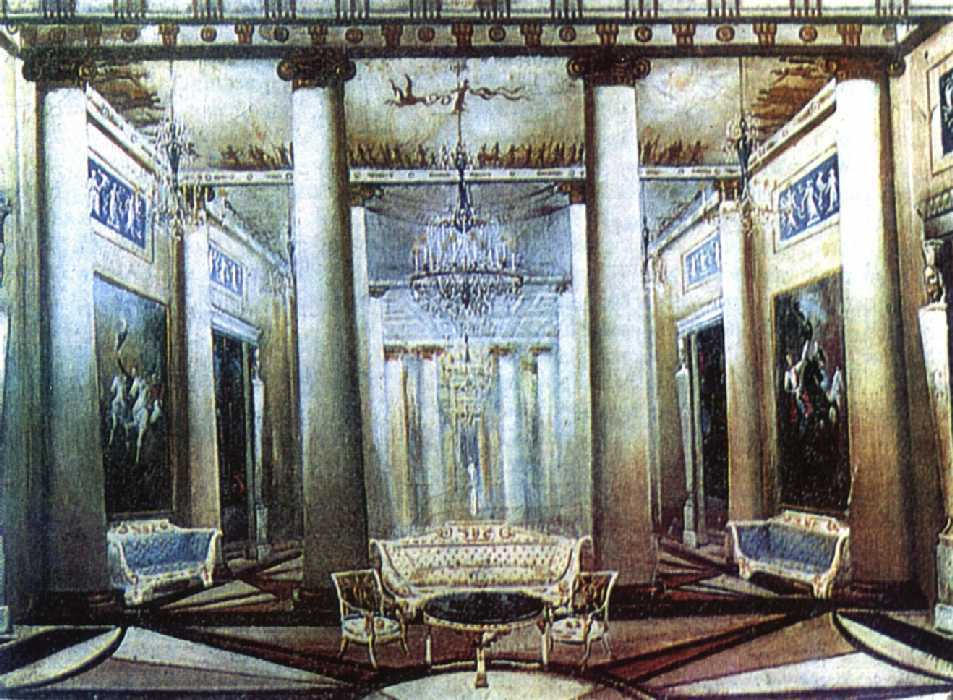
Schizzo per la decorazione dell'opera di Čajkovskij Evgenij Onegin
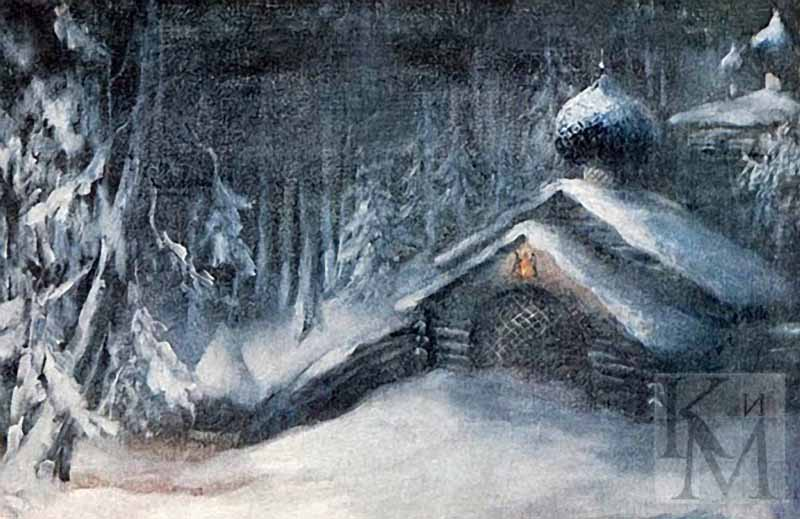
Schizzo per la decorazione dell'opera di Glinka Ivan Susanin